# 포르비아
포르비아(FORVIA) 또는 포르비아 SE(FORVIA SE, 이전 명칭: 포레시아 SE, Faurecia SE)는 낭테르에 본사를 둔 프랑스의 글로벌 자동차 부품 공급업체이다. 낭테르는 파리 서부 교외에 위치한다. 2022년에는 세계에서 7번째로 큰 국제 자동차 부품 제조업체였으며, 차량 인테리어 및 배기가스 제어 기술 분야에서는 1위였다. 자동차 두 대 중 한 대는 포레시아의 부품을 장착한다. 포르비아는 시트, 배기 시스템, 인테리어 시스템(대시보드, 센터 콘솔, 도어 패널, 음향 모듈) 및 차량의 장식 요소(알루미늄, 목재)를 설계하고 제조한다.
포레시아의 고객으로는 폭스바겐 그룹, 스텔란티스, 르노-닛산-미쓰비시, 포드, 제너럴 모터스, BMW, 다임러, 토요타 자동차, 테슬라, 현대-기아, 재규어 랜드로버 및 비야디 등이 있다. 포레시아는 8,300명의 엔지니어와 기술자를 고용하고 있다. 이 회사는 전 세계 37개국에 300개 이상의 생산 현장과 35개의 R&D 센터를 운영하며, 2017년에는 403건의 특허를 출원했다. 이 현장들 중 약 절반은 적시 생산 방식으로 운영되는 제조 공장이다. 포레시아는 2004년에 유엔 글로벌 콤팩트에 가입했다.
이 회사는 2006년 뇌물 스캔들의 중심에 있었으며, 이로 인해 당시 CEO였던 피에르 레비가 사임하고 법적으로 유죄 판결을 받았다.
2022년, 이 회사는 독일 자동차 부품 제조업체인 헬라와 합병했으며, 합병된 사업체의 이름은 포르비아로 명명되었다.
2024년 4월, L&T 테크놀로지 서비시즈(L&T Technology Services)는 포르비아 포지와 4,500만 유로 규모의 파트너십을 체결했다.

## 기원
포레시아는 1997년에 두 자동차 부품 공급업체인 베르트랑 포르와 ECIA에 의해 설립되었다.
시트, 배기 시스템, 인테리어 시스템(대시보드, 센터 콘솔, 도어 패널, 음향 모듈) 및 차량의 장식 요소(알루미늄, 목재)를 설계하고 제조한다.